# Relations entre l'Inde et Madagascar
Les relations entre l'Inde et Madagascar sont les relations bilatérales de la république de l'Inde et de la république de Madagascar.

## Histoire
Les relations entre Madagascar et l'Inde occidentale ont commencé au XVIIIe siècle et le commerce régulier remonte au moins à la fin du XIXe siècle. Les relations interétatiques ont débuté en 1954, lorsque l'Inde indépendante a établi un consulat à Madagascar, sous contrôle français. Lorsque Madagascar est devenu indépendant en 1960, le consulat a été élevé au rang d'ambassade.
Le président Didier Ratsiraka s'est rendu en Inde en 1980 et 1983. Le président Hery Rajaonarimampianina s'est rendu en Inde en octobre 2015 pour participer au troisième sommet du Forum Inde-Afrique. En mars 2018, Ram Nath Kovind est devenu le premier président indien à se rendre à Madagascar. Kovind s'est vu décerner la Grand-Croix de la Deuxième Classe, la plus haute distinction de Madagascar pour les non-citoyens, par le Premier ministre malgache Olivier Solonandrasan. Pendant le mandat d'Abhay Kumar, qui était le 21e ambassadeur de l'Inde à Madagascar en mars 2019, Madagascar a été intégré à la division de la région de l'océan Indien du ministère des affaires étrangères de l'Inde, ce qui reflète l'importance croissante de Madagascar dans la région indo-pacifique. 
Le 28 janvier 2020, la marine indienne a lancé l'opération Vanille pour aider les victimes des inondations à Madagascar. Un navire de la marine indienne est arrivé à Madagascar le 30 janvier. Le grand navire amphibie de la marine indienne a fourni toute l'aide nécessaire pour venir en aide aux sinistrés de Madagascar. L'ambassadeur de l'Inde à Madagascar, Abhay Kumar, a remis le matériel de secours au Premier ministre du pays, Christian Ntsay, dans le cadre des efforts déployés à New Delhi pour soutenir la population de ce pays africain touché par les inondations.  Le matériel de secours, qui comprend des denrées alimentaires, des vêtements et d'autres biens de consommation essentiels, est arrivé au port d'Antsiranana à bord du navire de la marine indienne Airavat. Ntsay a accepté le matériel de secours de l'ambassadeur indien Abhay Kumar en présence du commandant Sunil Sankar, des officiers et des hommes de l'INS Airvat lors d'une brève cérémonie qui s'est tenue au port d'Antsiranana. S'exprimant à cette occasion, l'ambassadeur Kumar a déclaré que l'Inde se tient aux côtés de Madagascar en cette heure de besoin. « Nous sommes deux voisins reliés par l'océan. Notre action rapide pour détourner INS Airvat afin de soutenir les opérations de secours aux victimes des inondations à Madagascar est plus éloquente que nos paroles. L'Inde a toujours été aux côtés de ses voisins, qu'ils soient terrestres ou maritimes, et continuera toujours à le faire. Nous sommes souvent le premier pays à apporter son aide lorsqu'un voisin est confronté à une catastrophe naturelle ». S'exprimant à son tour, M. Ntsay a exprimé sa profonde gratitude pour l'aide apportée et a déclaré : « Ce moment témoigne des excellentes relations entre l'Inde et Madagascar, c'est une relation historique et nous sommes très fiers d'être aujourd'hui les témoins de cette solidarité, de cette générosité et de cette fraternité entre les deux pays ». Outre le Premier ministre et sa délégation, de hauts dignitaires civils et militaires ont assisté à la cérémonie,,.